# Tramways de la Vienne
Les Tramways de la Vienne constituaient un réseau de chemin de fer secondaire à voie métrique, concédé par le département de la Vienne à la Société anonyme des tramways de la Vienne (TV).
Ce réseau a fonctionné entre 1895 et 1934. Il est construit à voie métrique.

## Histoire
Le réseau se composait de deux lignes :
- une ligne urbaine, entre la gare de Poitiers et le Petit-Blossac utilisant les boulevards extérieurs,
- une ligne suburbaine entre Poitiers et Saint-Martin-l'Ars, par la rive sud de la Boivre, joignant le plateau par emprunt d' un versant du vallon sec de Bellejouanne pour traverser la vallée du Clain à Saint-Benoit par un viaduc en maçonnerie comprenant deux travées métalliques sous lesquelles passent le Clain et les voies SNCF de la ligne Poitiers-Bordeaux.

La ligne est déclarée d'utilité publique le 26 avril 1892 au bénéfice de MM. Arthur Joly, Paul et Edmont Beldant et François Baërt, qui créent le 19 décembre 1894 la Société anonyme des Tramways de la Vienne.
Les travaux d'infrastructures et de superstructures sont financés par le Département, la société  supportant 16,67 %.
Les sections de ligne ouvrent dans l'ordre suivant :
- le 13 octobre 1895, Saint-Benoit - Saint-Martin-l'Ars
- le 8 décembre 1895, Poitiers Gare - le Petit Blossac par les boulevards et les rives du Clain
- le 5 juillet 1896, Poitiers à Saint-Benoit

La ligne des boulevards disparait en septembre 1914, à cause du manque de personnel, mobilisé sur le front. La ligne de Poitiers à Saint-Martin-l'Ars est supprimée le 30 juin 1934.

## Infrastructure
Les TV exploitent deux lignes :
- Poitiers à Saint-Martin-l'Ars de 47 km de long[4], par Saint-Benoit, Roches-Prémarie-Andillé, la Villedieu-du-Clain, Gençay, Saint-Secondin, Usson-du-Poitou

| LSTR |

| STR | uexLSTR+l |  |

| BHF | uexBHF |  |

| STRl | uxmKRZo | STR+r |

| uexLSTRq | uexABZgr | LSTR |

| WASSERq | uexhKRZWa | WBRÜCKE1 |

| LSTRq | eBHFq | ABZq+l | uxmhKRZe | STRr |  |  |

|  | HUBl | eBHF | uexBHF |  |  |  |

|  | LSTRq | ABZgr | uexSTR |  |  |  |

|  | LSTRl | uxmKRZo | LSTRq |  |

| uexBHF |

| uexBHF |

| uexBHF |

| WASSERq | uexhKRZWae | WASSERq |

| uexBHF |

| uexBHF |

| uexBHF |

| uexBHF |

| exLSTR | uexSTR |  |

| exBHF | uexKBHFe |  |

| exLSTR |

| LSTR |

| STR | uexLSTR+l |  |

| BHF | uexBHF |  |

| STRl | uxmKRZo | STR+r |

| uexLSTRq | uexABZgr | LSTR |

| WASSERq | uexhKRZWa | WBRÜCKE1 |

| LSTRq | eBHFq | ABZq+l | uxmhKRZe | STRr |  |  |

|  | HUBl | eBHF | uexBHF |  |  |  |

|  | LSTRq | ABZgr | uexSTR |  |  |  |

|  | LSTRl | uxmKRZo | LSTRq |  |

| uexBHF |

| uexBHF |

| uexBHF |

| WASSERq | uexhKRZWae | WASSERq |

| uexBHF |

| uexBHF |

| uexBHF |

| uexBHF |

| exLSTR | uexSTR |  |

| exBHF | uexKBHFe |  |

| exLSTR |

- Gare de Poitiers - Le Petit Blossac, par les boulevards extérieurs, longueur  3,4 km.

L'origine des lignes dans Poitiers est située à proximité de la gare centrale du Pont Achard. La ligne des boulevards longeait les remparts de la ville et suivait les bords du Clain. Celle de Saint-Martin-l'Ars passait dans Poitiers par les actuelles rues des Remparts, du Versant Ouest et des Tramways départementaux puis par le viaduc de Saint-Benoît

### Ouvrages d'art
La ligne de Poitiers à Saint-Martin-l'Ars comporte un ouvrage d'art important franchissant le Clain et la voie ferrée Poitiers-La Rochelle. Cet ouvrage situé sur la commune de  Saint-Benoit. Il est long de 328 mètres et haut de 20 mètres,. Il comprend 21 arches et deux travées métalliques pour enjamber les voies du grand réseau et la rivière du Clain.

### Embranchements
Un embranchement desservait la tuilerie-briquèterie de Bois-Bâtard à Saint-Maurice-la-Clouère.

## Exploitation
La ligne des boulevards était exploitée au moyen d'un tramway à cheval jusqu'en 1908, au profit de la traction mécanique qui est utilisée jusqu'à la fin de l'exploitation de cette ligne, en 1914.

### Matériel roulant
- Locomotives 030T de 16 tonnes à vide, (5 unités), construites par Amédée Bollée  au Mans, selon le principe de la chaudière à retour de flamme.
- Voitures voyageurs à 2 essieux et plates formes ouvertes de 1re et 2e classe, (3 unités),
- Voitures voyageurs à 2 essieux et plates formes ouvertes de 3e classe, (10 unités),
- Fourgons à bagages, (3 unités),
- Wagons de marchandises, (20 unités).

## Vestiges et matériels préservés
Le viaduc de Saint-Benoit a été préservé et est désormais un ouvrage piétonnier très utile en cas de crue du Clain en permettant la traversée du vallon.